# Coupe UNIFFAC des nations
La coupe UNIFFAC des nations était un tournoi joué au Gabon en 1999 opposant les équipes des nations d'Afrique centrale : République centrafricaine, République du Congo, Gabon, Guinée équatoriale, Sao Tomé-et-Principe et Tchad. Le Cameroun et la République démocratique du Congo déclarent forfait avant le début de la compétition.
Tous les matches se sont joués au Stade omnisports de Libreville, du 7 au 14 novembre 1999.

## Résultats
| Rang | Équipe               | Pts | J | G | N | P | Bp | Bc | Diff |  | Résultats (▼ dom., ► ext.) |  |     |     |     |     |     |
| ---- | -------------------- | --- | - | - | - | - | -- | -- | ---- |  | -------------------------- |  | --- | --- | --- | --- | --- |
| 1    | Gabon                | 13  | 5 | 4 | 1 | 0 | 8  | 0  | +8   |  | Gabon                      |  | 1-0 | 2-0 | 0-0 | 4-0 | 1-0 |
| 2    | Centrafrique         | 9   | 5 | 3 | 0 | 2 | 13 | 8  | +5   |  | Centrafrique               |  |     | 4-1 | 4-2 | 2-4 | 3-0 |
| 3    | Tchad                | 9   | 5 | 3 | 0 | 2 | 9  | 6  | +3   |  | Tchad                      |  |     |     | 2-0 | 1-0 | 5-0 |
| 4    | Congo                | 7   | 5 | 2 | 1 | 2 | 5  | 7  | -2   |  | Congo                      |  |     |     |     | 2-1 | 1-0 |
| 5    | Guinée équatoriale   | 3   | 5 | 1 | 0 | 4 | 5  | 11 | -6   |  | Guinée équatoriale         |  |     |     |     |     | 0-2 |
| 6    | Sao Tomé-et-Principe | 3   | 5 | 1 | 0 | 4 | 2  | 10 | -8   |  | Sao Tomé-et-Principe       |  |     |     |     |     |     |

## Vainqueur
| Coupe UNIFFAC des nations Gabon |